# Castillo de Villamalefa
Castillo de Villamalefa (em castelhano) ou el Castell de Vilamalefa (em valenciano) é um município da Espanha na província de Castelló, Comunidade Valenciana. Tem 37,7 km² de área e em 2021 tinha 103 habitantes (densidade: 2,7 hab./km²).

## Demografia
| Variação demográfica do município entre 1991 e 2004 | Variação demográfica do município entre 1991 e 2004 | Variação demográfica do município entre 1991 e 2004 | Variação demográfica do município entre 1991 e 2004 |
| --------------------------------------------------- | --------------------------------------------------- | --------------------------------------------------- | --------------------------------------------------- |
| 1991                                                | 1996                                                | 2001                                                | 2004                                                |
| 138                                                 | 137                                                 | 96                                                  | 108                                                 |